# David Peleg
David Peleg (en hebreo: דוד פלג‎) es un informático teórico israelí. Es profesor en el Instituto Weizmann de Ciencias, manteniendo el puesto de Norman D. Cohen Professorial Chair de Ciencias de la Computación, y de decano de la Facultad de Matemáticas y Ciencias de la Computación del Instituto.
Recibió su Ph.D. en el Instituto Weizmann bajo la supervisión doctoral de David Harel. Ha publicado numerosos artículos y un libro, realizado conferencias en ciencias de la computación, y es editor de muchas publicaciones científicas.
En 2008 fue galardonado con el Premio Dijkstra junto con Baruch Awerbuch por su artículo de 1990 titulado "Sparse partitions".

## Publicaciones selectas
- Awerbuch, Baruch; Peleg, David (1990), «Sparse partitions», Proceedings of the 31st Annual Symposium on Foundations of Computer Science (FOCS 1990), pp. 503-513, doi:10.1109/FSCS.1990.89571.. Premio Dijkstra 2008.
- Peleg, David (2000), Distributed Computing: A Locality-Sensitive Approach, SIAM, ISBN 0-89871-464-8, archivado desde el original el 6 de agosto de 2009, consultado el 25 de mayo de 2009.. Resumen en MathSciNet.